# Vampire Princess Miyu
Vampire princess Miyu (吸血姫 美夕, Vanpaia Miyu) est une série de manga écrite par Toshiki Hirano et dessinée par Narumi Kakinouchi.
Elle est adaptée une première fois en quatre OAV produits en 1988, puis en une série télévisée d'animation de 26 épisodes en 1997.

## Résumé
Miyu est une jeune vampire pas comme les autres. Contrairement aux autres vampires, elle ne mord que les gens qui le désirent et ne craint ni la lumière du jour, ni l'eau bénite, ni les croix.
Elle est la descendante d'une famille qui chassait les Shinma (ou démons dans la version Manga) (créatures malfaisantes mi-dieu mi-démon dans l'anime) afin de les renvoyer dans leur monde. Elle est accompagnée de Amour (ou Larva dans le manga), un Shinma (démon) envoyé pour la tuer qui a finalement trahi les siens et est désormais son « serviteur » et protecteur.

## Personnages
Miyu
Miyu est une belle jeune vampire. Fille d'un démon et d'une humaine, elle est une gardienne : elle doit ramener les démons dans leurs monde. Elle manipule les flammes des ténèbres, se téléporte et crée des mondes parallèles. Son âge s'est figé à 15 ans, car c'est là qu'elle a découvert qu'elle était une vampire (qu'elle s'est éveillée). Elle possède un lien spécial avec Larva car ce dernier est son unique ami ainsi que confident. Dans les oavs, elle est enfantine, enjouée et plutôt bavarde, alors que dans la série, elle est réservée, froide et silencieuse. Dans le manga, elle est douce et gentille mais toujours réservée. Elle est toujours calme, possède une aura très mystérieuse et ne veut aucun mal aux humains.
Larva (ou Amour dans la version anime)
Un Shinma d'occident dont le but était de tuer Miyu mais après leurs confrontation, leurs sangs s'étant mélangés, il a senti son malheur et chagrin. Il décide de rester à ses côtés pour l'éternité. Il utilise des fils pour entraver ses ennemis. Dans la version anime, il a perdu sa voix et son visage en punition pour avoir trahi les siens. Larva n'est pas seulement le serviteur de Miyu mais aussi son confident et amour, ces derniers ont un lien spécial.

### Gardiens
Reiha
Gardienne aussi froide que glaciale qui contrôle la glace. Elle ne cesse de se moquer de Miyu et la méprise. Miyu la déteste.
Matsukaze
« Pantin » qui accompagne toujours Reiha, il (ou elle) est le portrait mental de Reiha.
Ranka
Une gardienne puissante accompagné D'Ichiro. Elle apparaît souvent mais pour peu de temps dans les aventures de Miyu.
Ichiro
Il accompagne Ranka et est son messager. Il a déjà aidé Miyu.

### Démons
Carlua
Elle est la sœur de Lilith et l'amante de Lemuless. Avec lui elle capture des humains "beaux" pour utiliser leur corps de manière à construire leur "Château des illusions". Tout comme Larva, Lilith et Lemuless, c'est un démon de l'occident.
Lilith
C'est la petite sœur de Carlua, elle déteste Miyu. Elle manie un fouet habituellement. Elle a été vaincue par Miyu mais on ne sait pas vraiment ce qui lui est arrivé...

## Manga
- 1988 : Princesse Vampire Miyu (吸血姫 美夕, Kyuuketsuki Miyu?), pré-publié dans le magazine Champion Cross et Suspiria ; 10 volumes[1] chez Akita Shoten[2]. 6 tomes sur les 10 publiés en français chez Atomic Club[3],[4].
- 1992 : Shin Vampire Miyu (新・吸血姫 美夕?), pré-publié dans le magazine Champion Cross et Suspiria ; 5 volumes chez Akita Shoten. 2 tomes sur les 5 publiés en français chez Atomic Club[5].

### Adaptations
- 2002 : Vampire Princess Yui: Kanonshou (吸血姫 夕維―香音抄, Kyuuketsuhime Yui: Kanonshou?), pré-publié dans les magazines Champion Cross et Suspiria Mystery ; 8 volumes chez Akita Shoten[6].
- 2010 : Kyuuketsu Hime (吸血姫 ヴァンパイア・プリンセス?), pré-publié dans le magazine Flex Comix Flare ; 5 volumes chez Softbank Creative[7].

## OAV
En 1988, le manga a été adapté en 4 OAV de 30 minutes réalisés par Toshihiro Hirano.

### Épisodes
1. Acte premier : la ville surnaturelle (妖の都, Ayakashi no miyako?)
2. Acte second : le banquet des marionnettes (繰の宴, Ayatsuri no utage?)
3. Acte troisième : fragile armure (脆き鎧, Moroki yoroi?)
4. Acte quatrième : instants gelés (凍える刻, Kogoeru toki?)

### Doublage
| Personnages  | Voix japonaises | Voix françaises |
| ------------ | --------------- | --------------- |
| Himiko Se    | Mami Koyama     | Barbara Delsol  |
| Miyu         | Naoko Watanabe  | Charlyne Pestel |
| Mère de Miyu | Masako Ikeda    | Marie Martine   |
| Kei Yuzuki   | Ryo Horikawa    | Yann Le Madic   |
| Amour        | Kaneto Shiozawa |                 |
| Narrateur    | Gorō Naya       |                 |
| Miyahito     | Katsumi Toriumi |                 |
| Pazusu       | Kazuhiko Inoue  |                 |
| Ranka        | Mayumi Shō      |                 |
| Lemures      | Yuji Mitsuya    |                 |
| Carlua       | Yuri Amano      |                 |

## Anime
L'anime, diffusé au Japon en 1997 et 1998, compte 26 épisodes de 25 minutes réalisés par Toshiki Hirano.

### Doublage
- Miki Nagasawa : Miyu
- Shinichiro Miki : Amour
- Kyōko Kishida : narrateur
- Megumi Ogata : Matsukaze et Reiha
- Mika Kanai : Shiinaé* Akio Ohtsuka : Black Kite (épisodes 22, 26) et Ohshima (épisode 3)
- Chiharu Tezuka : Yukari Kashima
- Ken Narita : Barrow (épisodes 13-14)
- Kokoro Shindō : Hisae Aoki
- Mayuko Shirakura : Chisato Inoue
- Nobuko Kotani : Kamimura Yoko
- Ryutaro Chinen : Garline (épisodes 13-14)
- Yasunori Matsumoto : Ryu / Shinma Ryu (épisodes 13-14)
- Yuri Shiratori : Lilith (épisodes 13-14)
- Yuriko Yamaguchi : Nami / Shinma Nami (épisodes 13-14)